# Magnus Heimannsberg

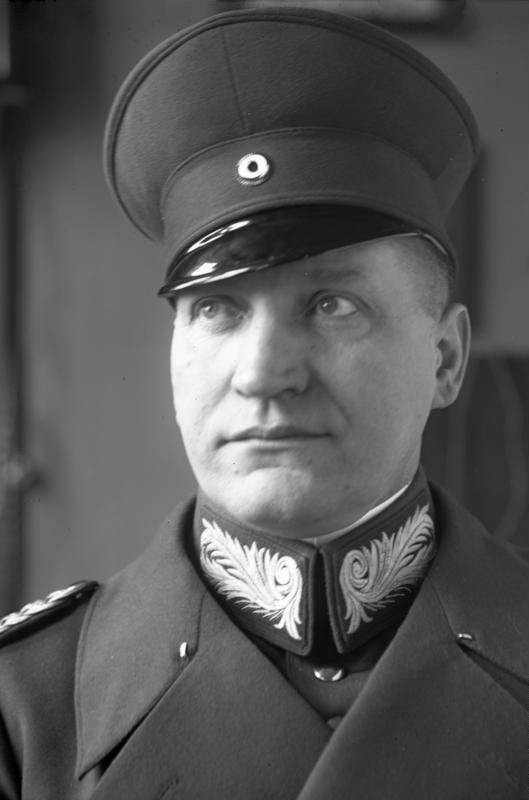
Heimannsberg (1931)

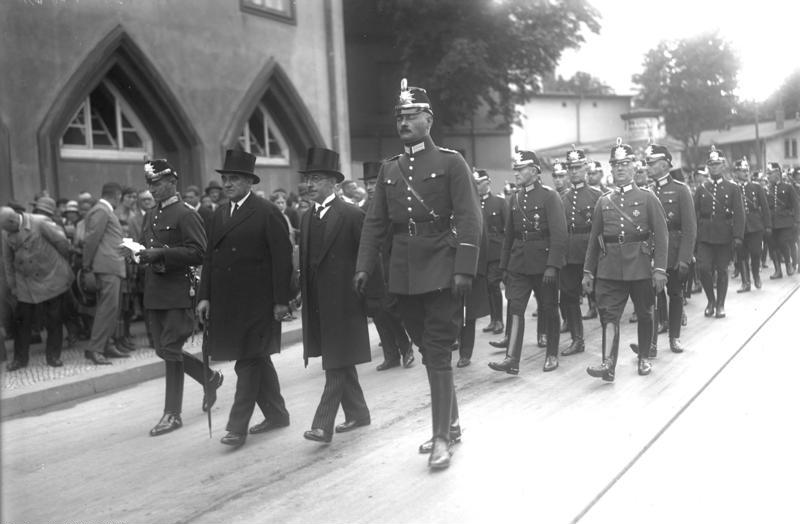
Heimannsberg bei einer Trauerfeier für ermordete Polizisten (1931)

Magnus Heimannsberg (* 15. August 1881 in Neviges; † 10. Mai 1962 in Bad Driburg) war ein deutscher Polizeioffizier. Er wurde bekannt als Kommandeur der Berliner Schutzpolizei in der Zeit der Weimarer Republik.

## Leben
Heimannsberg war zunächst als Ausbilder an der Polizeischule in Münster tätig. Nach Stationen als Oberleutnant in Potsdam stieg er unter Protektion durch den SPD-Innenminister Carl Severing zu einem der führenden Polizeioffiziere im Dienst des Freistaates Preußen im Dienstrang eines Obersten auf. Dabei verkörperte er als republikanischer Aufsteiger aus einfachen Verhältnissen im Gegensatz zu den früher überwiegend aus Kreisen des Adels gestellten Polizeiführern für viele innerhalb wie außerhalb der preußischen Landespolizei den Typus des neuen republikanischen Polizeibeamten. Politisch war er ein Funktionär der Zentrumspartei.
Von 1927 bis zu seiner Amtsenthebung im Jahr 1932 war Heimannsberg Kommandeur der Berliner Schutzpolizei. In dieser Eigenschaft oblag ihm die Umsetzung der von Staatssekretär Wilhelm Abegg im Zuge der Neuorganisation der preußischen Schutzpolizei eingeführten Deeskalationsstrategie in der Reichshauptstadt, die jedoch angesichts der ausufernden Gewaltbereitschaft politischer Gruppierungen nicht immer verfing. Insbesondere die Bewertung des Vorgehens der Berliner Schutzpolizei während der als Blutmai bekannt gewordenen Unruhen im Jahr 1929 ist in diesem Zusammenhang bis in die Gegenwart umstritten. Im unmittelbaren Nachgang der Ereignisse wurde Heimannsberg zusammen mit dem Polizeipräsidenten Karl Zörgiebel vor allem im Lager der politischen Linken für die Toten und Verletzten dieser Tage scharf kritisiert. So attackierte die KPD-Presse die beiden Polizeiführer als die „vom kapitalistischen System gedungenen Henker“.
Am 20. Juli 1932 wurde Heimannsberg im Zuge der gewaltsamen Absetzung der preußischen Regierung durch die Reichsregierung im Rahmen des sogenannten Preußenschlages als Kommandeur der Schutzpolizei abgesetzt. In diesem Zusammenhang wurde er zusammen mit seinen Vorgesetzten, dem Berliner Polizeipräsidenten Albert Grzesinski und dessen Stellvertreter Bernhard Weiß, am Morgen des 20. Juli 1932 in Haft genommen und in die Offizier-Arrestanstalt in Moabit verbracht, aber bereits am nächsten Tag entlassen, nachdem sich alle drei per Unterschrift verpflichtet hatten, keinerlei Amtshandlungen mehr vorzunehmen. Zu Heimannsberg Nachfolger als Kommandeur der Schutzpolizei wurde der Kommandeur der Höheren Polizeischule Potsdam-Eiche Georg Poten bestellt. Am 25. Januar 1933 wurde Heimannsberg zum Vorsitzenden des Verbandes Preußischer Polizeibeamter gewählt. Während der NS-Herrschaft wurde Heimannsberg 1933 und erneut 1944 in Haft genommen.
Nach dem Zweiten Weltkrieg wurde Heimannsberg von der US-Militärregierung von 1945 bis 1948 zum Chef der deutschen Polizei in Groß-Hessen bestellt. Der Rang eines Polizeigeneral a. D. wurde ihm nachträglich verliehen.  Er amtierte von 1948 bis zu seiner Pensionierung als Polizeipräsident der hessischen Landeshauptstadt Wiesbaden.

## Ehrungen
- 1952: Verdienstkreuz (Steckkreuz) der Bundesrepublik Deutschland

## Veröffentlichungen
- Die Polizei als Erzieher des Volkes!, in: Germania vom 5. Januar 1927.
- Schutzmannschaft – Sicherheitswehr – Sicherheitspolizei – Schutzpolizei, in: Die Polizei, Bd. XXV, Nr. 7 (10. April 1928), S. 200–201.
- Die Bedeutung der Polizeiberufsschule für die Schutzpolizei, in: Die Polizei, Bd. XXVI, Nr. 14 (20. Juli 1929), S. 343–347.
- Bericht des ehemaligen Berliner Polizeikommandeurs, Magnus Heimannsberg, in: Karl Dietrich Bracher: Die Auflösung der Weimarer Republik, 1955, S. 735–737.